# Ichthyophis asplenius
Ichthyophis asplenius es una especie de anfibio gimnofión de la familia Ichthyophiidae.
Hasta ahora se considera endémica de Sarawak, estado situado en la parte septentrional de la isla de Borneo y perteneciente a Malasia. 
Tal vez habite también en la Malasia Peninsular y en el extremo meridional de Tailandia.
Sólo se conoce con certeza la presencia de esta especie en Boven (en el río Mahakam) y en la Reserva de Caza de Matang, localidades ambas situadas en Sarawak. Las citas de la especie en la mina Laboo, de la provincia de Yala (sur de Tailandia) y en la Malasia Peninsular requieren verificación.